# Cheiracanthium minahassae
Cheiracanthium minahassae là một loài nhện trong họ Miturgidae.
Loài này thuộc chi Cheiracanthium. Cheiracanthium minahassae được Anna Maria Sibylla Merian miêu tả năm 1911.